# Daleville (Alabama)
Daleville é uma cidade localizada no estado americano do Alabama, no Condado de Dale.

## Demografia
Segundo o censo americano de 2000, a sua população era de 4653 habitantes.
Em 2006, foi estimada uma população de 4521, um decréscimo de 132 (-2.8%).

## Geografia
De acordo com o United States Census Bureau, a localidade tem uma área de 35,0 km², sem área coberta por água. Daleville localiza-se a aproximadamente 98 m acima do nível do mar.

## Localidades na vizinhança
O diagrama seguinte representa as localidades num raio de 16 km ao redor de Daleville.